# Кузьмин, Олег Борисович
Олег Борисович Кузьмин (род. 12 февраля 1979) — российский хоккеист, нападающий.

## Биография
Воспитанник петербургского СКА. Практически всю недолгую профессиональную карьеру провёл в сезонах 1995/96 — 2001/02 в петербургских клубах «СКА-2», «СКА-3», СКА и «Спартак». В сезоне 2000/01 сыграл 20 матчей в команде UHL «Ноксвилл Спид».